# À l'Olympia (album, Alan Stivell)
À l'Olympia je první koncertní album a čtvrté původní album Alana Stivella, které vyšlo v květnu 1972 u vydavatelství Fontana. Bylo nahráno živě v koncertním sále Olympia, v Paříži během koncertu 28. února 1972.
Tento koncert byl velkým hudebním zážitkem, a hráč, který oživil tradici keltské harfy Alan Stivell se poprvé obklopil orchestrem devíti hudebníků. Koncert byl přenášen rozhlasovou stanicí Europe 1. Odhaduje se, že koncert poslouchalo sedm milionů posluchačů. Tradiční bretaňská hudba byla upravena ve stylu folk rocku. Písně jsou především v bretonštině a v gaelština a dvě písničky jsou v angličtině.
Tento koncert složený výhradně z dříve nevydaných skladeb, ohlašuje začátek druhé etapy bretaňské renesance. Alba se prodalo více než dva miliony exemplářů ve Francii, dále bylo úspěšné v keltských zemích a Spojených státech a s jistým zpožděním i  v zemích východní Evropy a v zemích severní Afriky. Přispělo i k zvýšené Stivellově popularitě v sedmdesátých letech.

## Seznam skladeb
Všechny skladby jsou lidové v úpravě Alana Stivella.
| Pořadí | Název                       | Délka |
| ------ | --------------------------- | ----- |
| 1.     | The Wind of Keltia          | 3:42  |
| 2.     | An-dro                      | 3:07  |
| 3.     | The trees they grow high    | 3:04  |
| 4.     | An Alarc'h (The Swan)       | 2:25  |
| 5.     | An Durzhunnel               | 3:23  |
| 6.     | Telenn Gwad / The Foggy Dew | 3:57  |
| 7.     | Pop Plinn                   | 3:37  |
| 8.     | Tha mi sgith                | 4:22  |
| 9.     | The King of the Fairies     | 3:20  |
| 10.    | Tri Martolod                | 4:27  |
| 11.    | Kost ar c'hoad              | 3:54  |
| 12.    | Suite Sudarmoricaine        | 3:29  |

## Obsazení

### Hudebníci
- Alan Stivell – zpěv, harfy, irská flétna, bombard
- Gabriel Yacoub – kytara, dulcimer, banjo, zpěv
- René Werneer – housle
- Dan Ar Braz – elektrická kytara
- Michel Santangeli – bicí
- Pascal Stive – varhany
- Gerald Levasseur – basová kytara
- Henri Delagarde – violoncello, flétna, bombard
- Serj Parayre – bicí
- Mickael Klec'h – flétna, bombard

#### Technický tým
- Produkce: Frank Giboni (Fontana)
- Zvuk: Pavel Houdebine
- Asistent zvuku: Henri Lousteau
- Fotograf: Jacques Aubert (Api)
- návrh obalu: Maximillian (Disk Dreyfus)